# TZ Волопаса
TZ Волопаса (лат. TZ Boötis) — кратная звезда в созвездии Волопаса на расстоянии приблизительно 608 световых лет (около 186 парсеков) от Солнца. Возраст звезды определён как около 11,05 млрд лет.
Пара первого и второго компонентов — двойная затменная переменная звезда типа W Большой Медведицы (EW)*. Видимая звёздная величина звезды — от +11m до +10,45m. Орбитальный период — около 0,2972 суток (7,1319 часа).

## Характеристики
Первый компонент (WDS J15082+3958Aa) — жёлтый карлик спектрального класса G2V. Масса — около 0,72 солнечной, радиус — около 0,97 солнечного, светимость — около 1,25 солнечной. Эффективная температура — около 5890 K.
Второй компонент (WDS J15082+3958Ab) — жёлтый карлик спектрального класса G. Масса — около 0,11 солнечной, радиус — около 0,43 солнечного, светимость — около 0,33 солнечной. Эффективная температура — около 5873 K.
Третий компонент — коричневый карлик. Масса — около 66,05 юпитерианских. Удалён на 1,589 а.е..
Четвёртый компонент. Орбитальный период — около 31,18 лет*.
Пятый компонент (SDSS J150809.95+395807.7). Видимая звёздная величина звезды — +14,98m. Удалён на 12,1 угловых секунды.